# رودي هوبنر
رودي هوبنر (بالألمانية: Rudi Hübner)‏ (15 يونيو 1986 في لاتفيا - ) هو لاعب كرة قدم ألماني في مركز الوسط. لعب مع دارمشتات 98 و1. FC Eschborn ‏ ونادي فيسبادن ‏ وSC Viktoria 06 Griesheim ‏ وفورماتيا فورمز ‏ وRot-Weiß Darmstadt ‏ وFSV 1926 Fernwald ‏.

## وصلات خارجية
- رودي هوبنر على موقع بيانات كرة القدم. دي إي (الألمانية)
- رودي هوبنر على موقع عالم كرة القدم.نت (الإنجليزية)